# 한나 고드윈
한나 고드윈(1995년 2월 4일 ~)은 미국의 방송인, 모델이다.
1995년 앨라배마주 버밍햄에서 태어났으며, 2015년부터 2017년까지 미스 USA 앨라배마주 대표 선발 대회에 참여하였다. 이후 2017년 대학 졸업 뒤 모델로 활동했으며, 2019년 리얼리티 방송에 출연해 유명세를 얻었다.

## 방송
- The Bachelor 23 (2019)
- Bachelor in Paradise 6 (2019)
- Bachelor Happy Hour (2020)
- Game Night with the Hamiltons (2020)